# Nakhon Sawan (tỉnh)
Nakhon Sawan (tiếng Thái: นครสวรรค์, phát âm [ná(ʔ).kʰɔ̄ːn sā.wǎn], phiên âm: Ná-khon Sa-wản) là một tỉnh miền Bắc của Thái Lan. Các tỉnh giáp giới (từ phía bắc theo chiều kim đồng hồ): Kamphaeng Phet, Phichit, Phetchabun, Lopburi, Sing Buri, Chainat, Uthai Thani và Tak. Tên gọi Nakhon Sawan có nghĩa Thành phố thiên đàng.

## Biểu tượng
| Con dấu của tỉnh | Con dấu của tỉnh cho thấy một Wiman, một lâu đài trong huyền thoại ở thiên đường. Hình ảnh này liên quan đến tên gọi Thành phố thiên đường. Cây và hoa biểu tượng của tỉnh này Lagerstroemia loudonii (Loudon's crape myrtle). |

## Các đơn vị hành chính
Tỉnh này có 13 huyện (amphoe) và 2 huyện nhỏ (king amphoe). Các huyện này lại được chia thành 130 xã (tambon) và 1328 thôn (muban).
| Amphoe                                                                                                |                                                                           | King Amphoe                 |
| --- | ------------------------------------------------------------------------- | --------------------------- |
| 1. Mueang Nakhon Sawan 2. Krok Phra 3. Chum Saeng 4. Nong Bua 5. Banphot Phisai 6. Kao Liao 7. Takhli | 1. Tha Tako 2. Phaisali 3. Phayuha Khiri 4. Lat Yao 5. Tak Fa 6. Mae Wong | 1. Mae Poen 2. Chum Ta Bong |